# Zámecké barokní divadlo v Českém Krumlově
Zámecké barokní divadlo v Českém Krumlově je součástí zámku Český Krumlov, s jehož hlavními budovami je propojeno Plášťovým mostem. Rozsahem vybavení a stavem zachování původního barokního divadla se jedná o přední památku svého druhu ve světovém měřítku. Divadlo a jeho vybavení je stejně jako celý zámek chráněno jako národní kulturní památka.

## Historie

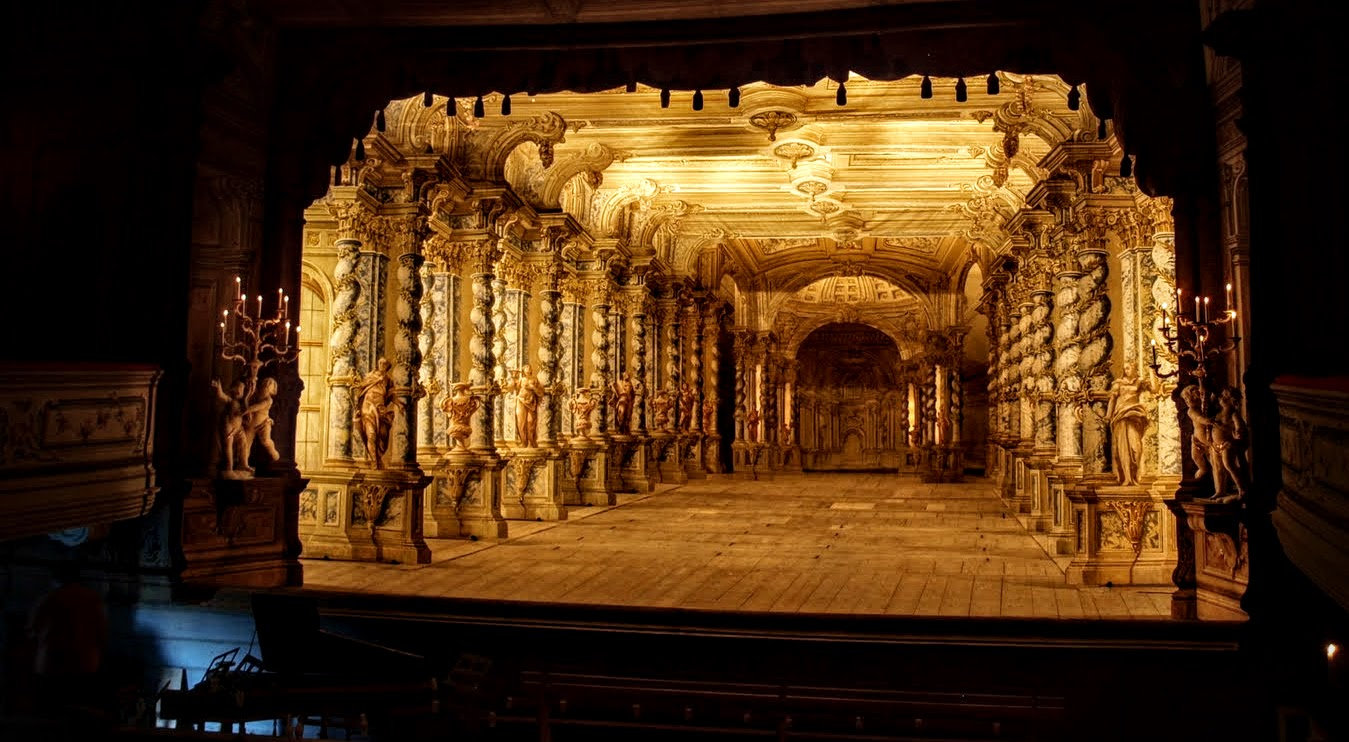
Jeviště zámeckého barokního divadla v Českém Krumlově

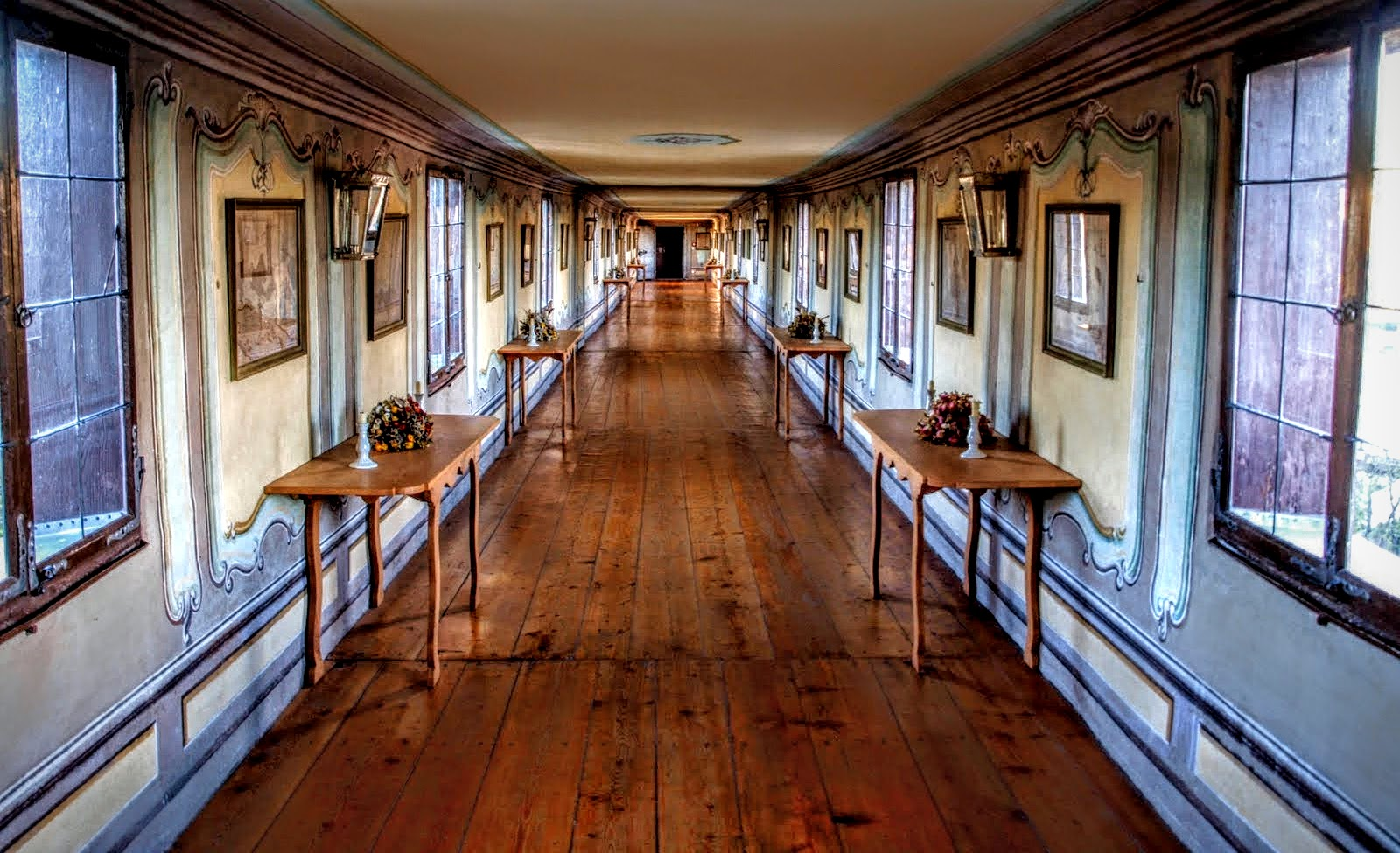
Chodba ze zámku do divadla v dolním patře Plášťového mostu

Divadlo bylo původně vybudováno v roce 1682 za Jana Kristiána z Eggenbergu, kdy na zámku působila stálá profesionální hudební a herecká skupina. K repertoáru divadla patřila díla Lope de Vegy, Williama Shakespeara, Molièra, Jeana Racina, Pedro Calderóna de la Barca nebo Pierra Corneille.
Dnešní budova divadla pochází z přestavby v letech 1761–1762, kterou nechal provést Josef I. Adam ze Schwarzenbergu; autorství často uváděného Andrey Altomonta zatím není možné doložit. Vnitřní vybavení, malířská výzdoba hlediště i jeviště a soubor divadelních dekorací pochází z let 1766–1767. Ve druhé polovině 18. století zde Schwarzenbergové pořádali představení pro sebe a své přátele.
V 19. století bylo divadlo využíváno jen příležitostně, většinou pro představení kočovných společností, a v roce 1898 bylo z bezpečnostních důvodů uzavřeno. Po dočasném užívání pro Jihočeský divadelní festival (1958–1966) bylo divadlo opět uzavřeno a od roku 1966 probíhaly restaurátorské práce. Od roku 1997 je divadlo zpřístupněno veřejnosti a je mu věnována samostatná prohlídková trasa.

## Popis
Divadelní fond zahrnuje kromě vlastní budovy stovky dekorací, kostýmů, rekvizit, osvětlovací a další techniku, orchestřiště, lavice v hledišti a také původní divadelní repertoár (libreta, scénáře, notový materiál).
Tento soubor tvoří unikátně dochovanou památku srovnatelnou v Evropě pouze s několika divadly, např. ve švédském královském paláci v Drottningholmu, divadlem královny ve Versailles a barokním divadlem v Bayreuthu, přičemž krumlovské divadlo je z nich v původní podobě nejzachovalejší.